# Сражение на Каганче
Сражение на Каганче (исп. Batalla de Cagancha) — одно из сражений гражданской войны в Уругвае, так называемой Великой войны, произошедшее 29 декабря 1839 года.
Хуан Мануэль де Росас, губернатор провинции Буэнос-Айрес и фактический правитель Аргентинской конфедерации, приказал генералу Паскуалю Эчагуэ вторгнуться в Уругвай с целью поддержки бывшего президента Уругвая Мануэля Орибе. Президент Уругвая Фруктуосо Ривера, первоначально уступавший в силах, уклонился от сражения и, умело маневрируя, замедлял продвижение противника и в то же время увеличивал свои войска. С начала ноября оба противника стояли на Каганче (приток реки Сан-Хосе к северо-западу от Монтевидео). Когда Эчагуэ понял, что время работает против него, он решился наступать.
Битва началась для Эчагуэ довольно хорошо: его кавалерийские крылья, состоявшие из кавалерии под командованием Уркисы и Лавальехи разбили и преследовали Риверу, однако их недисциплинированность привела к рассредоточению, что помешало ему воспользоваться своим успехом. В центре аргентинская пехота вначале была задержана окопавшимися уругвайцам при поддержке своей более сильной артиллерии. Затем резерв Риверы (1500 человек) атаковал эти войска конфедерации и нанёс им поражение. Эчагуэ, оставшийся без резерва, был вынужден начать отступление и вернуться в Энтре-Риос.
Эчагуэ потерял более 480 убитыми и более 1000 пленными и разбежавшимися, Ривера — 323 убитыми и 190 ранеными.